# Damapana coerulescens
Damapana coerulescens là một loài thực vật có hoa trong họ Đậu. Loài này được (Zoll. & Moritzi) Kuntze mô tả khoa học đầu tiên năm 1891.